# Chengdu Open
Il Chengdu Open è un torneo di tennis facente parte del ATP Tour 250 giocato a Chengdu, in Cina su campi in cemento del Sichuan International Tennis Center. Questo torneo ha rimpiazzato quello di Kuala Lumpur. L'edizione del 2020 non viene disputata a causa della pandemia di COVID-19.

## Albo d'oro

### Singolare
| Anno | Vincitore                             | Finalista                             | Punteggio                             |
| ---- | ------------------------------------- | ------------------------------------- | ------------------------------------- |
| 2016 | Karen Chačanov                        | Albert Ramos Viñolas                  | 6(4)–7, 7–6(3), 6–3                   |
| 2017 | Denis Istomin                         | Marcos Baghdatis                      | 3–2 rit.                              |
| 2018 | Bernard Tomić                         | Fabio Fognini                         | 6–1, 3–6, 7–6(7)                      |
| 2019 | Pablo Carreño Busta                   | Aleksandr Bublik                      | 5(5)–7, 6–4, 7–6(3)                   |
| 2020 | Annullato per pandemia di Coronavirus | Annullato per pandemia di Coronavirus | Annullato per pandemia di Coronavirus |
| 2021 | Cancellato                            | Cancellato                            | Cancellato                            |
| 2022 | Cancellato                            | Cancellato                            | Cancellato                            |
| 2023 | Alexander Zverev                      | Roman Safiullin                       | 6(2)–7, 7–6(5), 6–3                   |
| 2024 | Shang Juncheng                        | Lorenzo Musetti                       | 7–6(4), 6–1                           |

### Doppio
| Anno | Vincitori                             | Finalisti                               | Punteggio                             |
| ---- | ------------------------------------- | --------------------------------------- | ------------------------------------- |
| 2016 | Raven Klaasen Rajeev Ram              | Pablo Carreño Busta Mariusz Fyrstenberg | 7–6(2), 7–5                           |
| 2017 | Jonathan Erlich Aisam-ul-Haq Qureshi  | Marcus Daniell Marcelo Demoliner        | 6–3, 7–6(3)                           |
| 2018 | Ivan Dodig Mate Pavić                 | Austin Krajicek Jeevan Nedunchezhiyan   | 6–2, 6–4                              |
| 2019 | Nikola Ćaćić Dušan Lajović            | Jonathan Erlich Fabrice Martin          | 7–6(9), 3–6, [10–3]                   |
| 2020 | Annullato per pandemia di Coronavirus | Annullato per pandemia di Coronavirus   | Annullato per pandemia di Coronavirus |
| 2021 | Cancellato                            | Cancellato                              | Cancellato                            |
| 2022 | Cancellato                            | Cancellato                              | Cancellato                            |
| 2023 | Sadio Doumbia (1) Fabien Reboul (1)   | Francisco Cabral Rafael Matos           | 4–6, 7–5, [10–7]                      |
| 2024 | Sadio Doumbia (2) Fabien Reboul (2)   | Yuki Bhambri Albano Olivetti            | 6–4, 4–6, [10–4]                      |